# Ophiopogon tsaii
Ophiopogon tsaii är en sparrisväxtart som beskrevs av Fa Tsuan Wang och Tang. Ophiopogon tsaii ingår i släktet Ophiopogon och familjen sparrisväxter. Inga underarter finns listade i Catalogue of Life.